# Възвишение (роман)
„Възвишение“ е български роман от писателя Милен Русков, издаден през 2011 година в София. През 2012 г. писателят е отличен с награда „Златен век“ на Министерството на културата и с Национална награда за литература „Христо Г. Данов“.

## Сюжет и поетика
Творбата проследява съдбата на един български националреволюционер от Котел в авантюрите му с четата на Димитър Общи преди и след обира в Арабаконак, който води до провала на Вътрешната революционна организация. Романът представя разказ в първо лице ед.ч. и обединява житейска изповед, вътрешен монолог и потока на съзнанието на главния герой Гичо.
Романовото време на „Възвишение“ е Българското възраждане.